# NGC 5359
NGC 5359 (другое обозначение — ESO 66-SC4) — рассеянное скопление в созвездии Циркуль.
Этот объект входит в число перечисленных в оригинальной редакции «Нового общего каталога».